# Balthasar Bebel

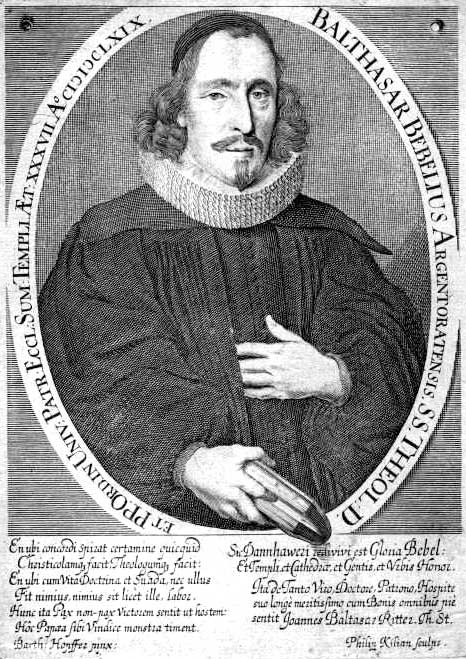
Balthasar Bebel

Balthasar Bebel (auch: Boeblius, Bebelius; * 28. Oktober 1632 in Straßburg; † 2. Oktober 1686 in Wittenberg) war ein deutscher lutherischer Theologe.

## Leben
Balthasar Bebel war der Sohn des Bäckers Balthasar Bebel und der Susanna Rheinthaler. Er wurde in der Nikolaikirche getauft.
Bebel studierte an der Universität Leipzig, wo er den akademischen Grad eines Magisters erwarb. Am 20. April 1658 wechselte er an die Universität Wittenberg, wo er am 2. März 1659 Aufnahme als Adjunkt an der philosophischen Fakultät fand. 1661 kehrte er in seine Geburtsstadt Straßburg zurück, wo er Prediger an der Nikolaikirche, ab 1667 am Straßburger Münster wurde. An der Universität Straßburg war er zunächst Professor der Antiquitäten und wurde 1662 nach der Promotion zum Doktor der Theologie Professor an der theologischen Fakultät. Er schlug viele Angebote zur Besetzung anderer Lehrstellen aus.
Am 18. Februar 1662 heiratete er im Straßburger Münster Salome Thürmann, geboren den 11. Januar 1646 zu Gries, Amt Brumath, Grafschaft Hanau-Lichtenberg, Tochter von Andreas Thürmann, Pfarrer zu Geudertheim, und Anna Barbara Dannhauer.
Erst als man ihm am 20. April 1686 in Wittenberg die Nachfolge des damals bedeutendsten lutherisch orthodoxen Theologen Abraham Calov offerierte, nahm er diese an und begann am 29. September seinen Dienst als Oberpfarrer an der Wittenberger Stadtkirche, Professor der Theologie und Generalsuperintendent des sächsischen Kurkreises aufzunehmen. Diese Tätigkeit konnte er jedoch nicht lange ausführen, da er bereits am 2. Oktober bei einer Predigt in der Stadtkirche einen Schlaganfall erlitt.

## Werke
- Polemosophia victrix contra Walenburgios. Städel, Straßburg 1664. (Digitalisat)
- De scepticismo profano et sacro praecipue remonstrantium. Stäädel, Straßburg 1664. (Digitalisat)
- Ecclesiae Antediluvianae Vera et Falsa, ex antiquitatibus mosaicis erutæ, et publicis disputationibus ventilatæ. Pastor, Straßburg 1666.
- Historia Ecclesiae Noachicae ex vetustissimis ss. litterarum antiquitatibus eruta et suffragio Ecclesiae christianae illustrata.  Pastor, Straßburg 1666. (Digitalisat)
- Antiquitates ecclesiae in tribus prioribus post natum Christum seculis evangelicae et hodiernae homopsephu, quibusvis heterodoxis, modernis praesertim oppositae. Dolhoff & Zetzner, Straßburg 1669.
- Antiquitates Ecclesiaticae Seculi 4. Antiquitates Germaniae primae. (Digitalisat)
- Ecclesia evangelica et judaica seu antiquitates evangelicae et judaicae: ex IV evangelistis erutae et orthodoxis patrum explicationibus contra paradoxas heterodoxorum illustratae & propositae. (Digitalisat)
- Anti-Wangnereccius Seu Apologeticum pro Dn. Johanne Georgio Dorscheo . adversus Henricum Wangnereccium Jesuitam Dilingensem. Städel, Straßburg 1682. (Digitalisat)
- Pippingis memoriae Theologorum
- Witte diarium